# Förvanskande av familjeställning
Förvanskande av familjeställning är ett brott enligt svensk lag.
I brottsbalkens 7:e kapitel står:
3 § Den som understicker eller förbyter barn eller eljest genom att avgiva oriktig anmälan till myndighet eller underlåta anmälan tillvällar sig eller annan falsk familjeställning eller berövar annan hans rätta familjeställning, dömes för förvanskande av familjeställning till böter eller fängelse i högst två år.
5 § För försök till otillbörligt utverkande av samtycke eller tillstånd till adoption av barn, förvanskande av familjeställning eller egenmäktighet med barn som är grovt döms till ansvar enligt vad i 23 kap. stadgas. Lag (2006:274).